# Devon (pornostjerne)
 For alternative betydninger, se Devon. (Se også artikler, som begynder med Devon)
Devon (også Devin eller Devin Striker; født 28. marts 1977 i New Jersey) er alias for en pornomodel som af omveje er kommet til at medvirke i flere pornofilm.
Hun har en ældre søster og to yngre brødre. Devon var aktiv gymnast indtil hun blev 15. Hun dimitterede fra high school tidligt og tog snart efter et job som servitrice for at kunne ernære sig selv. Devon var til en prøve til en amatøraften på "Al's Diamond Cabaret" i Reading, Pennsylvania (og vandt senere førstepladsen). Devon dansede hos Al's Diamond Cabaret i tre år.

## Karriere
Devons første forsøg med erotik var i New Breed (1998). Kort derefter blev Devon en meget efterspurgt pornostjerne. Efter nogle få optrædener skrev Devon kontrakt med Vivid Entertainment. I 1999 medvirkede Devon i E! Entertainments Howard Stern Show. Devon begyndte også at posere for flere mandemagasiner (blandt andet var hun på forsiden af Club magasinet og blev Penthouse Pet i januar 2001). I januar 2002 modtog Devon sin karrieres første pris, Adult Video News's Best Interactive DVD for Digital Playgrounds Virtual Sex With Devon (den blev også senere kåret som Best Interactive DVD af Empire og AFW). Devon skrev derefter en eksklusiv kontrakt med Digital Playground som hun stoppede samarbejdet med i 2006. I maj 2002 var Devon på Stuff magasinets hjemmeside. I 2003/2004 med i den første HD-DVD pornofilm, "Island Fever 3", som blev filmet på Tahiti og Bora Bora. Devon udførte sin første analscene i Intoxicated fra 2005.
I 2006 stoppede Devon alle sine kontrakter, da hun mente hun var træt af at arbejde for store pornoselskaber og af at få fortalt hvad hun skulle gøre. I oktober samme år skrev hun kontrakt med Shane's World hvor hun ville komme til at medvirke i og instruere scener for firmaet.

## Priser
- Penthouse Pet januar 2001
- AVNs "Best Interactive DVD" 2001 (Virtual Sex with Devon)
- Empire "Best Interactive DVD" 2001 (Virtual Sex with Devon)
- AFW "Best Interactive DVD" 2001 (Virtual Sex with Devon)
- AVNs "Best HD Production" 2005 (Island Fever 3)
- Nightmoves "Best Video Award" (Devon Stripped)
- M.F.S. "Best porn movie" (Island Fever 3)

### Fodnoter
1. 1 2  Thomas J. Stanton. "Shane’s World Signs Devon Arkiveret 11. marts 2007 hos  Wayback Machine". AVN.com.
2. ↑  Luke Ford. "Devon Arkiveret 15. juli 2006 hos  Wayback Machine".
3. ↑  DigitalPlayground.com Arkiveret 16. maj 2006 hos  Wayback Machine.

## Eksterne links
For links til Devons film, se infoboksen.
- Devon Interview Arkiveret 7. juli 2006 hos  Wayback Machine (engelsk)
- Devons MySpace side Arkiveret 9. februar 2007 hos  Wayback Machine (engelsk)
- Devon på Internet Movie Database (engelsk)
- Devon på The Movie Database (engelsk)
- Devon på Adult Film Database (engelsk)
- Devon på Internet Adult Film Database (engelsk)